# Partis pour rester
Pistes de In extremis
Dans chaque cœur
(6) Mandela, pendant ce temps
(8)
Partis pour rester est une chanson écrite, composée et interprétée par Francis Cabrel issue de son treizième album studio In extremis sorti en 2015. Elle est la 7e piste de l'album ainsi que le premier single qui en est tiré. 
La chanson apparaît également dans la compilation L'Essentiel 1977-2017, parue deux ans plus tard.
La chanson a atteint la 42e place dès son entrée dans le classement des ventes en France en mars 2015.

## Contexte
La chanson évoque le temps qui passe, la vieillesse ainsi que la perte de reconnaissance de soi-même. 
Selon les propres déclarations de l'auteur-compositeur, il s'agit d'une des premières chansons écrites pour cet album, celle-ci étant également une des premières diffusés dans les stations de radio.
Selon le site de RTL, Francis Cabrel chante « l'amour qui l'unit à son épouse depuis plus de 40 ans », ce que confirme un autre site, le critique insistant sur le côté sombre de cet album, cette chanson y faisant exception.

## Classement
| Classement (2015)                       | Meilleure position |
| --------------------------------------- | ------------------ |
| Belgique (Wallonie Ultratop 50 Singles) | 39                 |
| France (SNEP)                           | 42                 |